# Biremia kensleyi
Biremia kensleyi är en kräftdjursart som beskrevs av Gary C.B. Poore 2005. Biremia kensleyi ingår i släktet Biremia och familjen Bathynataliidae. Inga underarter finns listade i Catalogue of Life.